# Szent Péter-székesegyház (Cali)
A Szent Péter-székesegyház a kolumbiai Cali főegyházmegye központi temploma.

## Története
A barokk stílusú épületet a kor és a környék legnevesebb építésze, Antonio García tervezte, ám hiába kezdődött el az építkezés 1772-ben, a politikai helyzet miatt egészen 1841-ig elhúzódott, így a tervező soha sem láthatta elkészült művét. Ráadásul ekkorra már a közízlés is megváltozott, ezért az eredeti tervek módosultak is, így a templom nem pont olyan lett, mint amilyen a kezdeti tervekben szerepelt. 1925-ben egy földrengés során olyan súlyos károkat szenvedett, hogy egyszerű felújítás helyett a teljes átépítés mellett döntöttek: a Borrero y Ospina tervezőiroda tervei alapján 1930-ra alakították át mai, (neo)klasszicista formájára. A bronz domborműves főkaput az 1960-as években hozták Európából.

## Leírás
A templom Cali belvárosában, a Calle 11 és a Carrera 5 utcák sarkán, a Cayzedo tér déli csücskében található. Tömege három hajóra oszlik, árkádjait nagy oszlopok tartják. Főbejáratai a Carrera 5, oldalsó bejárata a Calle 11 felől nyílik, az ezzel ellentétes oldalon pedig egy oldalkápolnát alakítottak ki. Tornya eredetileg az északkeleti sarkán állt, de a mai, átépített forma már szimmetrikus: a nagyobb torony középen emelkedik, mellette két kisebb található. A fő torony alatti timpanont korinthoszi oszlopok tartják, ez alatt található a félköríves záródású főbejárat. A mellékhajók bejáratai egyenes záródásúak, mindegyik kapu fölött magas, szintén félköríves ablakok nyílnak. Belsejében több eredeti, 18. századi festmény is található, valamint egy Walcker típusú, Európából származó orgona. A főoltár alatt Joaquín de Caicedo y Cuero földi maradványai nyugszanak. A templom melletti épület, a korábbi püspöki palota építészetileg harmonikus egységet alkot a székesegyházzal.

## Képek

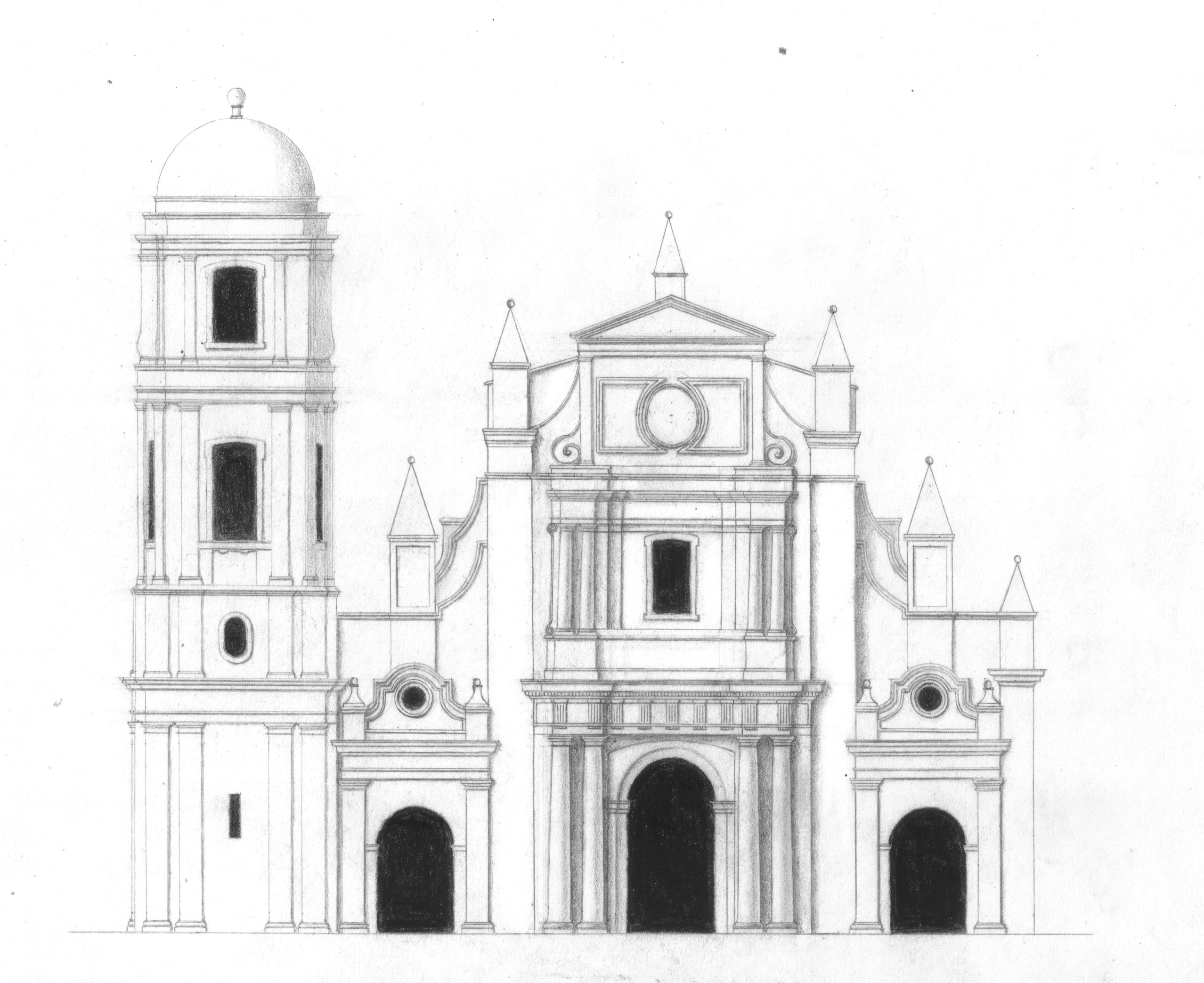
A templom kinézete az 1925-ös földrengés előtt
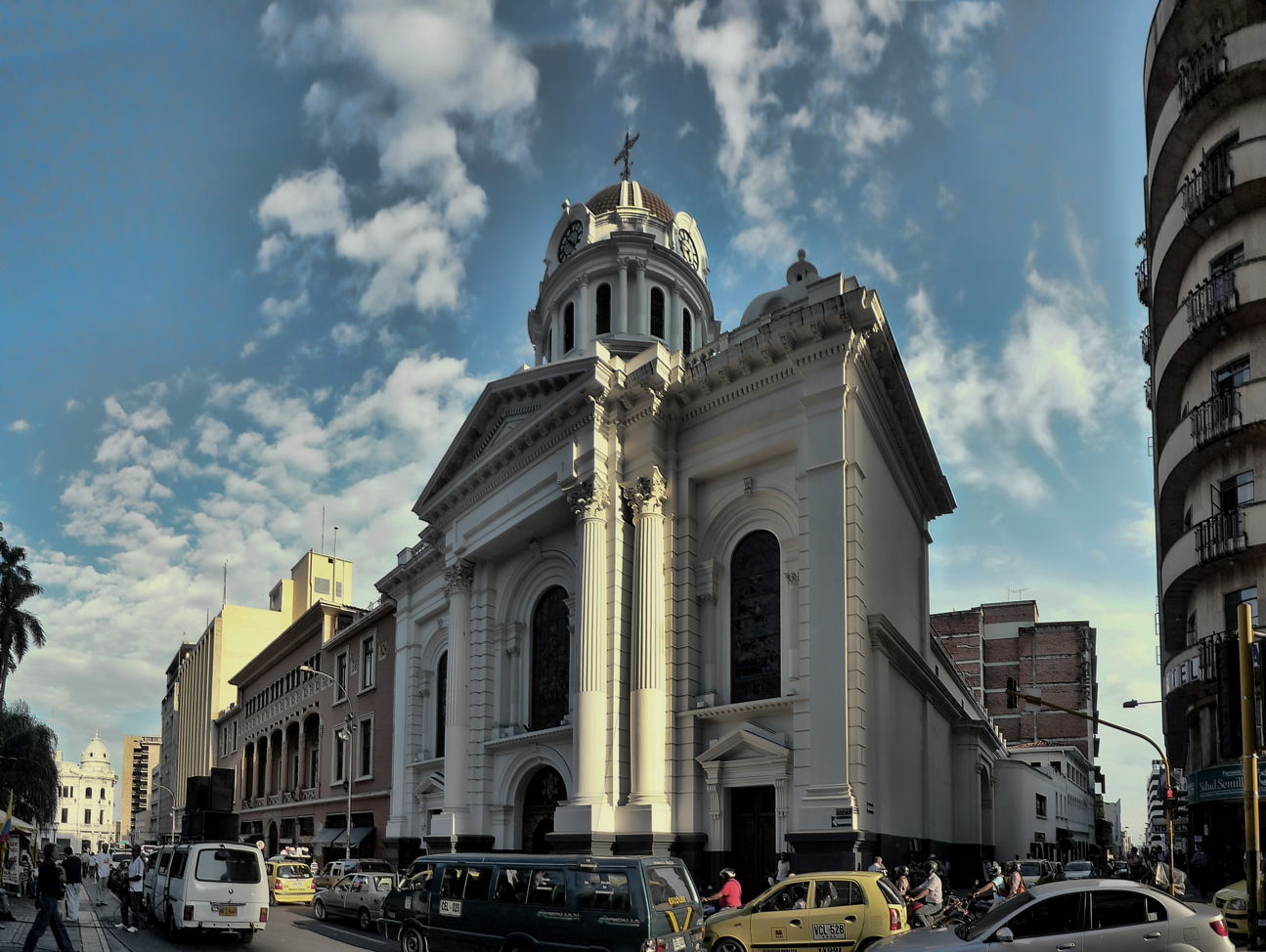
Ferde szögből
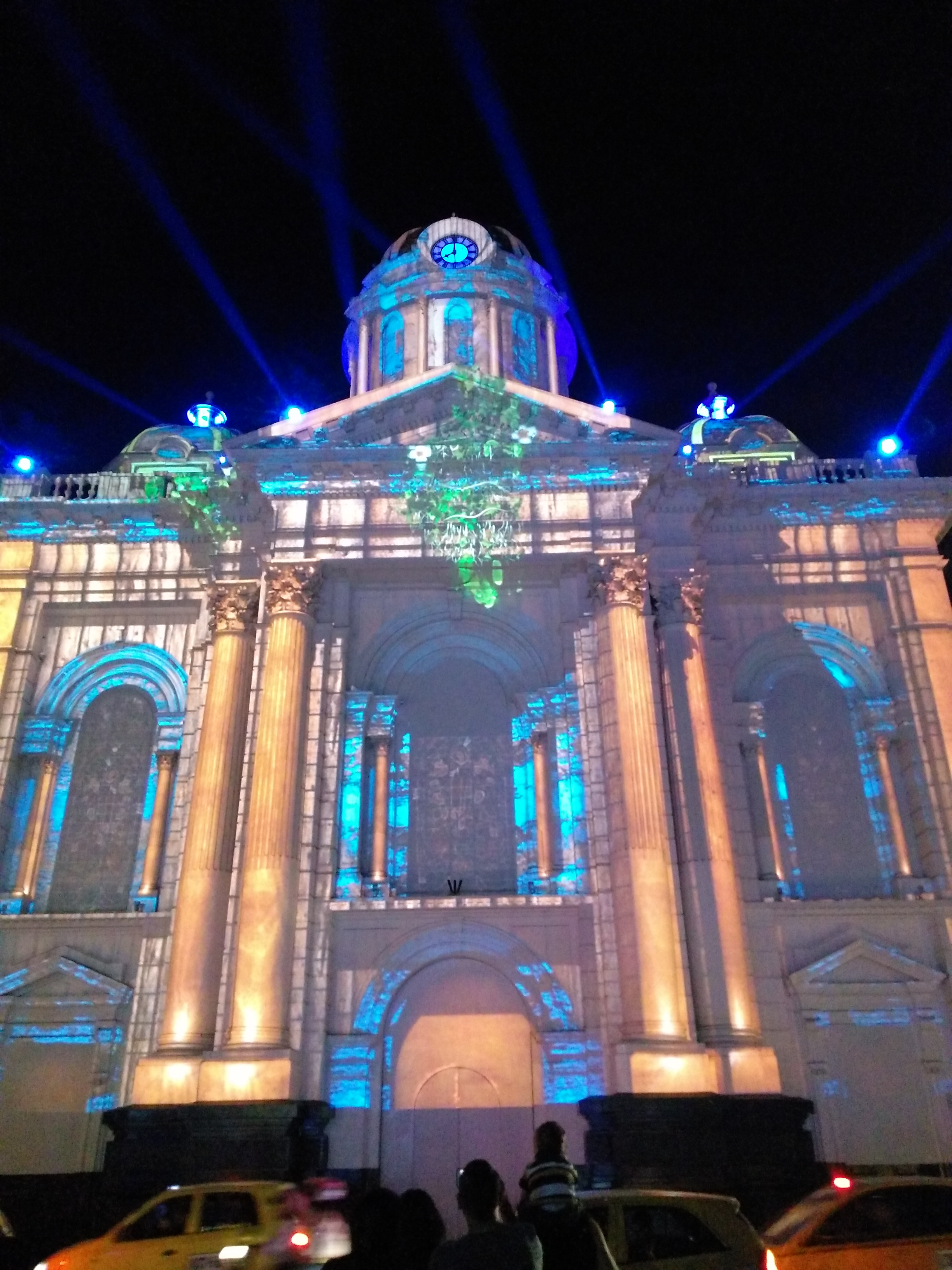
Karácsonyi díszfényben
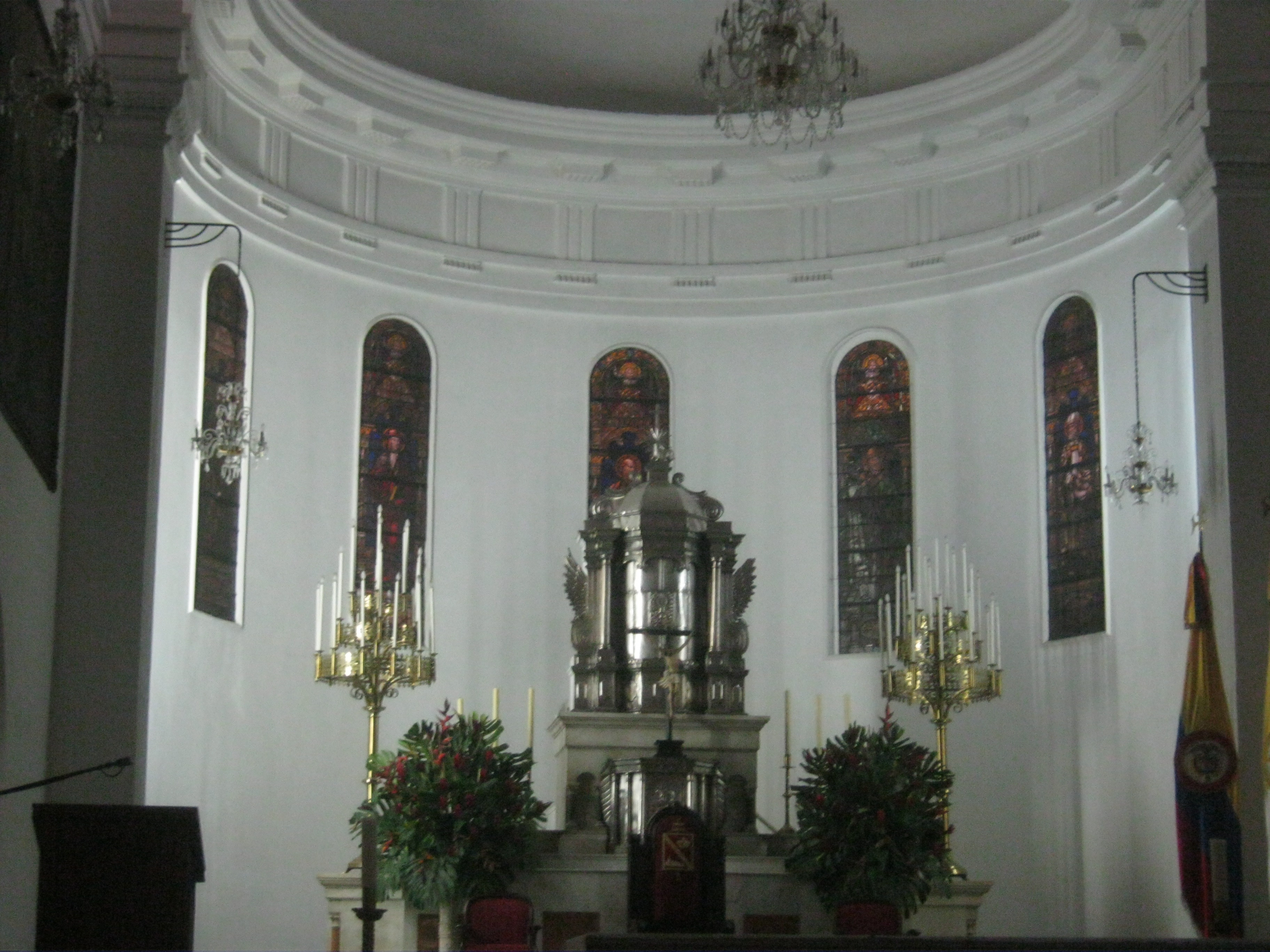
Belső